# 甲酸乙烯酯
甲酸乙烯酯是一种有机化合物，化学式为C3H4O2，在自然界中存在。它可通过乙烯基转移反应制得。它可用于制备1,3-丙二醇单甲酸酯。